# Mühlenbachtal bei Trittau
Das Mühlenbachtal bei Trittau ist ein Naturschutzgebiet in den schleswig-holsteinischen Gemeinden Grönwohld und Trittau im Kreis Stormarn.
Das 81,3 Hektar große Naturschutzgebiet ist mit der Nummer 121 in das Verzeichnis der Naturschutzgebiete des Ministeriums für Landwirtschaft, Umwelt und ländliche Räume eingetragen. Es wurde 1986 ausgewiesen (Datum der Verordnung: 5. Juni 1986). Das Naturschutzgebiet ist Bestandteil des 120 Hektar großen FFH-Gebietes „Trittauer Mühlenbach und Drahtmühlengebiet“. Zuständige untere Naturschutzbehörde ist der Kreis Stormarn.
Das Naturschutzgebiet liegt östlich von Hamburg. Es umfasst das Tal des Mühlenbachs zwischen Grönwohldhof und Trittau sowie das Tal der Obek, einem Nebenbach des Mühlenbachs, südöstlich von Grönwohld. Mühlenbach und Obek durchfließen das Gebiet naturnah. Sie verfügen über flutende Wasservegetation und werden vielfach von Gebüschen, Auwäldern und Bruchwäldern, aber auch Sumpfstaudenfluren und Röhrichten begleitet. Streckenweise durchfließen die Bäche auch extensiv genutzte Wiesen. An mehreren Stellen liegen künstlich angelegte Fischteiche.
An mehreren Stellen durchquert der ehemalige Bahndamm der Bahnstrecke Schwarzenbek–Bad Oldesloe, der heute als Radwanderweg genutzt wird, das Naturschutzgebiet.